# Artemisia californica
Artemisia californica, tên phổ thông ngải đắng ven biển, ngải đắng California, là một loài thực vật có hoa trong họ Cúc. Loài này được Less. mô tả khoa học đầu tiên năm 1831.